# Єребакан Дмитро Дмитрович
Дмитро Дмитрович Єребакан (19 жовтня 1946) — український і болгарський художник.

## Життєпис
Народився на Одещині, в селі Василівка Болградського району в селянській родині. Займатися малюванням розпочав у дитячому віці, до чого його заохочувала мати. Після закінчення школи, за наполяганням батька, вступив до Одеського сільськогосподарського інституту, проте швидко зрозумів хибність такого кроку. За порадою ректора вишу вирішив навчатись у мистецькому навчальному закладі. Спочатку вступив до Ленінградськогго вищого художньо-промислового училища ім. В. І. Мухіної, а згодом перевівся до Кишинівського республіканського художньо-промислового училища імені І. Ю. Репіна, яке й закінчив.
У 1970 році став першим директором новоствореної дитячої художньої школи в місті Чадир-Лунга (Молдова).
У 1978 році став першим директором новоствореної дитячої художньої школи в місті Первомайськ Миколаївської області.
Протягом останніх років мешкає і працює у Первомайську.
Художній доробок митця різножанровий і нараховує близько 5000 картин. Роботи майстра зберігаються у галереях 7 країн світу, а також у приватних колекціях в Україні, США, Канаді, Ізраїлі, Туреччині, Росії, Польщі, Молдові, Японії, Естонії, Болгарії, Латвії, Шотландії.

## Відзнаки
Нагороджений заохочувальною відзнакою Первомайського міського голови — медаллю «За заслуги перед містом».
У 1995 році рішенням Чадир-Лунзької міської ради дитячій художній школі м. Чадир-Лунга (Молдова) присвоєне ім'я Дмитра Єребакана.
Рішенням Первомайської міської ради від 26 серпня 2021 року присвоєне звання «Почесний громадянин міста Первомайська» Миколаївської області.